# Глухой ретрофлексный латеральный спирант
Глухой ретрофлексный латеральный спирант — согласный звук, присутствующий в некоторых языках мира. Общепризнанного символа в алфавите МФА на данный момент не существует, однако в специализированной литературе диакритический знак ремешок, используемый для глухих латеральных фрикативных согласных, в сочетании с ретрофлексным крюком, характерных для ретрофлексивных согласных, образуют данный символ — ꞎ.
Сейчас, когда программное обеспечение по редактированию шрифтов стало более доступным, хорошо продуманные символы для этого, а также других латеральных фрикативных согласных могут быть представлены: .
Данные символы присутствуют в шрифтах Charis и Doulos от SIL International в области Юникода для частного использования под кодовыми позициями U+F266—F268 (). В 2008 году Консорциум Юникода принял заявку на кодировку символа глухого ретрофлексного латерального спиранта под кодом U+A78E (ꞎ; англ. latin small letter l with retroflex hook and belt), включённого в Юникод версии 6.0.

## Примеры
| Язык | Язык | Слово | МФА    | Значение | Примечания |
| ---- | ---- | ----- | ------ | -------- | ---------- |
| Тода | Тода | ?     | [pʏːꞎ] | лето     |            |